# Singapore Flyer
Singapore Flyer er et 165 meter højt pariserhjul, beliggende ved Marina Bay i Singapore. Fra åbningen i 2008 til marts 2014 var det verdens højeste pariserhjul. 

## Historie
Første spadestik til Singapore Flyer blev taget 27. september 2005, og 1. marts 2008 blev hjulet åbnet for offentligheden. Forinden havde der fra 11. februar og to dage frem været specialture, hvor folk havde betalt op til 8.888 singaporeanske dollar (ca. 30.000 kr.) for én tur.
Det afløste det 160 meter høje Star of Nanchang i Nanchang, som verdens højeste pariserhjul. Singapore Flyer har en diameter på 150 meter, og 28 glaskupler med plads til 28 personer i hver. En tur tager 30 minutter. 
Start- og målområdet på racerbanen Marina Bay Street Circuit er beliggende som nærmeste nabo til hjulet. 
31. marts 2014 mistede Singapore Flyer titlen som verdens højeste, da High Roller åbnede på The Strip i Las Vegas.